# Sophie Caverzan
Sophie Caverzan est une para-taekwondoïste française née le 3 mai 1995 à Montauban (Tarn et Garonne).

## Biographie
Elle découvre le para-taekwondo à l'âge de 25 ans grâce au programme de détection La Relève. Elle intègre par la suite l'INSEP où elle sera coachée par M'Bar N'diaye ainsi que le club TKD Shandong à Lagardelle-sur-leze où elle est entrainée par Mélissa Oliveros.
Elle combat dans la catégorie K44 dans les moins de 57 kg.
Elle participe aux Jeux Paralympiques de 2024 mais ne décroche pas de médaille.

## Palmarès
En 2023, elle décroche la médaille d'argent aux Championnats parasportifs européens 2023 à Rotterdam dans sa catégorie puis la médaille de bronze aux World Para Taekwondo Championships 2023 à Veracruz.
En 2024, elle décroche une fois de plus la médaille d'argent aux Championnats d'Europe de taekwondo 2024 à Belgrade.
Dans la foulée, elle participe au Jeux Paralympiques de Paris mais s'incline face à la Chinoise Li Yujie qui obtiendra par la suite la médaille d'or puis face à la Népalaise Palesha Goverdhan qui obtiendra la médaille de bronze.